# Edward Vermilye Huntington
Edward Vermilye Huntington (ur. 26 kwietnia 1874 w Clinton, zm. 25 listopada 1952 w Cambridge) – amerykański matematyk.

## Życiorys
Studia matematyczne odbył na Harvard University, gdzie w 1895 uzyskał bakalaureat, a w 1897 Master of Arts. Jeszcze podczas studiów w latach 1895–1897 Huntington wykładał na Harvard University. Po skończeniu studiów przez dwa lata nauczał w Williams College, a następnie odbył studia doktoranckie na Uniwersytecie Strasburskim zakończone zdobyciem stopnia doktora w 1901 roku. Karierę akademicką związał z Harvard University, gdzie pracował aż do przejścia na emeryturę w 1941 roku.
Zajmował się czystą matematyką, koncentrując się na problemach teorii mnogości i algebry Boole’a. Stworzył aksjomaty dla grup, grup przemiennych, liczb rzeczywistych i zespolonych.
W 1904 roku Huntington przedstawił aksjomaty dla algebry Boole’a, a w 1933 udowodnił, że algebra Boole’a może być zdefiniowana w kategoriach działania dwuargumentowego i działania jednoargumentowego (aksjomat Huntingtona).
Propagował użycie mechanicznych kalkulatorów. Podczas wojny światowej pracował nad problemami statystycznymi na rzecz armii amerykańskiej. W 1928 roku, bazując na metodzie Josepha Adny Hilla, opracował metodę podziału miejsc w amerykańskiej Izbie Reprezentantów, która stosowana jest od 1941 roku.
W 1913 został przyjęty do American Academy of Arts and Sciences. W 1919 roku sprawował funkcję przewodniczącego Mathematical Association of America, którego był współzałożycielem.

## Wybrane prace
- Edward Vermilye Huntington: The Continuum and Other Types of Serial Order. 1917. Brak numerów stron w książce